# 612

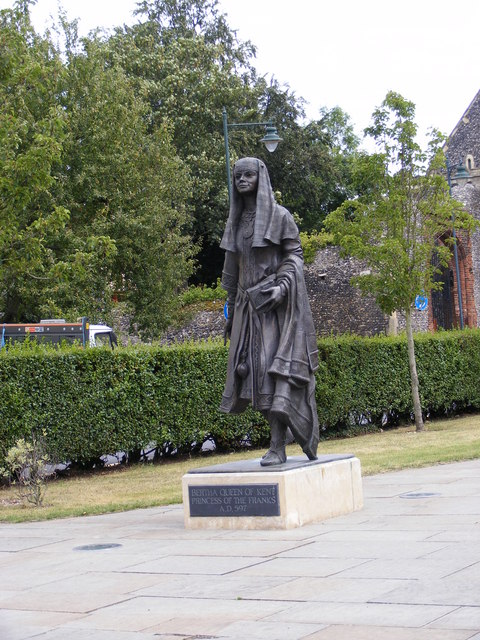
Koningin Bertha van Kent (ca. 539-612)

Het jaar 612 is het 12e jaar in de 7e eeuw volgens de christelijke jaartelling.

## Gebeurtenissen

### Europa
- Koning Theudebert II wordt bij Toul en Zülpich door zijn broer Theuderik II in een beslissende veldslag verslagen. Hij wordt gevangengenomen en (samen met zijn zoons) op bevel van zijn grootmoeder Brunhilde vermoord. De 25-jarige Theuderik wordt heerser over Austrasië en Bourgondië.
- Sisebut (r. 612-621) wordt in Toledo door de adel gekozen tot koning van het Visigotische Rijk. Hij voert tijdens zijn bewind langs de kuststrook in Spania (huidige Andalusië) een reeks van plunderveldtochten tegen strategische Byzantijnse steunpunten.

### Azië
- Keizer Yang Di valt met een Chinees expeditieleger (1.133.800 man) het Koreaanse koninkrijk Goguryeo binnen. Hij splitst zijn troepen en stuurt een legermacht (300.000 man) naar de hoofdstad Pyongyang. Tijdens de oversteek van de Yalu ("Groene Rivier") wordt het Sui-leger door de Koreanen afgeslacht, slechts 2700 man weten te ontsnappen.

### Meso-Amerika
- 22 oktober - Sac K'uk' (r. 612-615) volgt haar vader Pacal I op als koningin (ahau) van de Maya stadstaat Palenque (Mexico).

## Religie
- Arnulf, Frankisch edelman, dient als adviseur aan het hof van Theudebert II en wordt benoemd tot bisschop van Metz.
- Gallus, Iers missionaris, sticht de abdij van Sankt Gallen in Zwitserland.
- Stichting van de abdij van Disentis in Graubünden (Zwitserland).

## Geboren
- 3 mei - Constantijn III, Byzantijns keizer (overleden 641)
- Germanus van Granfelden, Frankisch abt (overleden 675)
- Oswiu, koning van Northumbria (Engeland)
- Waldetrudis, beschermheilige (waarschijnlijke datum)

## Overleden
- Bertha, koningin van Kent (Engeland)
- Pacal I, koning (ahau) van Palenque
- Theudebert II, koning van Austrasië